# Spy Fox
 (juin 2015).
Si vous disposez d'ouvrages ou d'articles de référence ou si vous connaissez des sites web de qualité traitant du thème abordé ici, merci de compléter l'article en donnant les références utiles à sa vérifiabilité et en les liant à la section « Notes et références ».
Spy Fox (ou James Renard dans le premier jeu) est une série de jeux vidéo développés par Humongous et édités par Atari.

## Jeux

### Pointer-et-cliquer (série principale)

#### James Renard: Opération Milkshake
James Renard : Opération Milkshake en anglais : Spy Fox in "Dry Cereal" est le premier titre de la série principale, sorti en 1997.
James Renard est un agent secret de renommée mondiale, dandy et sophistiqué, qui se trouve embarqué dans une sombre affaire d'intérêts. La disparition des vaches, et donc du lait, n'est pas un accident.

#### Spy Fox 2: Opération robot-expo
Spy Fox 2 : Opération robot-expo en anglais : Spy Fox 2: Some Assembly Required est le deuxième titre de la série principale, sorti en 1999.
Napoléon Bocloporte, du S.M.E.L.L.Y. (le Service Mondial d'Escroquerie, de Larcin et de Liquidation par les Yuppies, l'ennemi juré de Spy Corps), a construit un chien-robot géant afin d'asservir l'humanité. Il l'a camouflé comme attraction principale de l'Expo Mondiale, une exposition futuriste. L'énergie du chien-robot étant générée par le tourniquet à l'entrée de l'Expo Mondiale, il faudra attendre le passage du millionième visiteur pour que le robot soit totalement remonté et qu'il commence à tout détruire, ce que Spy Fox compte empêcher en s'infiltrant dans l'exposition et en désactivant le chien-robot...

#### Spy Fox 3: Opération SOS Planète
Spy Fox 3 : Opération SOS Planète en anglais : Spy Fox 3: Operation Ozone est le troisième titre de la série principale, sorti en 2001.
Venus Galore, présidente d'une grande marque de cosmétiques, a construit un satellite géant en forme d'aérosol en orbite autour de la terre qui pulvérise du gaz détruisant la couche d'ozone, afin d'obliger tout le monde à lui acheter une crème solaire spéciale ayant un indice de protection solaire énorme. Spy Fox a sauvé des mains de Vénus Galore Henri Tournik, un spécialiste en propulsion cosmétique dont Vénus avait décidée de se débarrasser, qui a pu expliquer à Spy Fox que pour détruire le satellite, ce dernier doit lancer une pilule coagulante dedans. Spy Fox va donc devoir trouver les éléments permettant d'élaborer cette pilule.